# فيليب روبرتس
فيليب روبرتس (بالإنجليزية: Philip Roberts)‏ (7 أبريل 1994 في المملكة المتحدة - ) هو لاعب كرة قدم بريطاني في مركز مهاجم. شارك مع منتخب جمهورية أيرلندا تحت 17 سنة لكرة القدم ومنتخب جمهورية أيرلندا تحت 20 سنة لكرة القدم. أما مع النوادي، فقد لعب مع نادي أرسنال ونادي إنفرنيس ونادي دندي ونادي سليغو روفرز ونادي فالكيرك ونادي ألوا أثليتيك.

## وصلات خارجية
- فيليب روبرتس على موقع قاعدة بيانات كرة القدم.إي يو (الإنجليزية)
- فيليب روبرتس على موقع Soccerway.com (الإنجليزية)